# Bronius Vyšniauskas
Bronius Vyšniauskas (russisch Бро́нюс Вишня́ускас; * 1. Mai 1923 in Gelnai in der Rajongemeinde Kėdainiai; † 27. Juni 2015 in Vilnius) war ein litauisch-sowjetischer Bildhauer und Hochschullehrer.

## Leben
Vyšniauskas studierte am Institut für Angewandte und Dekorative Kunst in Kaunas mit Abschluss 1947 und beteiligte sich dann an Ausstellungen. 1948 wurde er Dozent am Kunstinstitut Vilnius, das 1951 das Staatliche Kunstinstitut Vilnius der Litauischen SSR wurde. 1978 wurde er zum Professor ernannt.

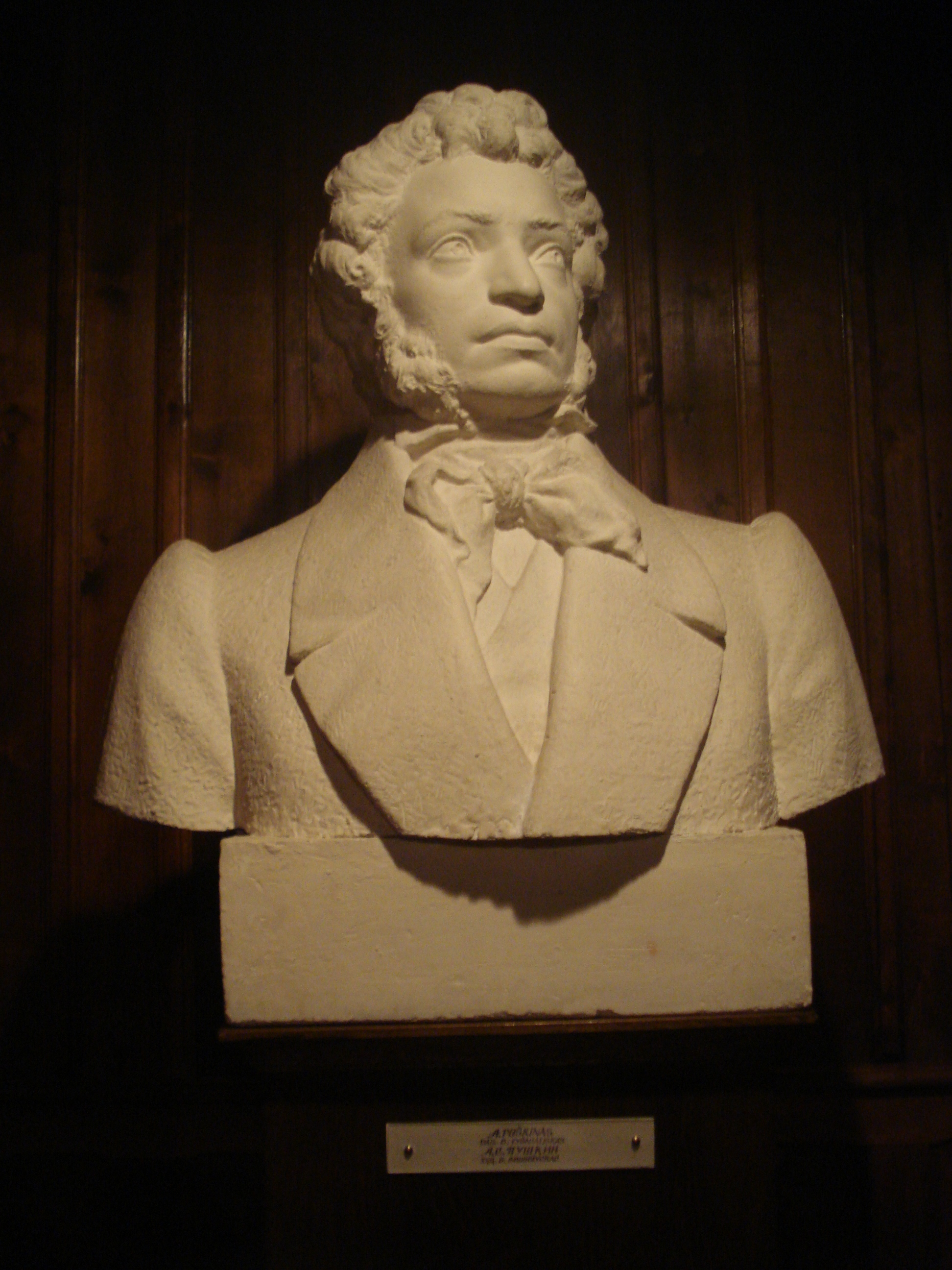
Puschkin

Vyšniauskas fertigte Porträtbüsten von Kazimieras Būga und anderen. Für die wieder aufgebaute Grüne Brücke in Vilnius von der Altstadt nach Šnipiškės schuf er zusammen mit seinem älteren Kollegen Napoleonas Petrulis 1952 die Gruppe Bauwirtschaft und Industrie, die 2015 zusammen mit den anderen drei Skulpturen Auf Friedenswacht von Bronius Pundzius, Landwirtschaft von Bernardas Bučas und Petras Vaivada und Studierende Jugend von Juozas Mikėnas als Symbole der Sowjetherrschaft im Stile des Sozialistischen Realismus von der Brücke entfernt wurde. Vyšniauskas Puschkinbüste (1955) steht im Park neben dem Puschkin-Literaturmuseum in Vilnius. Mit Petrulis gestaltete er die Kleinplastiken Ein Augenblick der Ruhe (1957) und Mutter mit Kind (1965). 1959 fertigte er die Skulpturen Ratnyčėlė und Mutterschaft im Auftrage von Druskininkai an.
1972 gestaltete Vyšniauskas Skulpturen und Reliefs für das Denkmal der Befreiung von Kryžkalnis (Rajongemeinde Raseiniai) durch die Rote Armee, das nicht erhalten ist. Die Gruppe Die vier Kommunisten (Rapolas Čarnas, Kazys Giedrys, Juozas Greifenbergeris, Karolis Požėla) schuf er wieder zusammen mit Petrulis 1973 zur Aufstellung in Kaunas. Sie stehen jetzt im dortigen Grūtas-Park.

## Ehrungen
- Verdienter Künstler (1963)
- Staatspreis der Litauischen SSR (1973)
- Volkskünstler der Litauischen SSR (1973)